# Річки (Львівський район)
Річки́ — село у Львівському районі Львівської області. В селі збереглася дерев'яна церква Успення Пр. Богородиці 1920.

## Транспорт
Через село проходить залізниця, станція Річки.

## Історія
Перша письмова згадка про село  датується 1472 роком. ("Rejestr poboru łanowego województwa bełskiego z 1472 р.")

## Населення

### Мова
Розподіл населення за рідною мовою за даними перепису 2001 року:
| Мова       | Кількість | Відсоток |
| ---------- | --------- | -------- |
| українська | 1311      | 99.39%   |
| російська  | 8         | 0.61%    |
| Усього     | 1319      | 100%     |

## Відомі люди
- «Лісний», «Пізний» Зінько Микола (23 квітня 1920 —2 березня 1945) — стрілець, боєць 1-ї чоти сотні «Месники-2». В лавах УПА з 7 лютого 1945 р. Загинув у бою із спецвідділом НКВД у с. Мриглоди Томашівського повіту. Похований в с. Монастир Любачівського повіту.
- Школяр Лука (Соломка) псевдо «Сірко» (16.06.1913 — 5.06.1946) — уродженець села, вістун та політвиховник сотні «Месники-2» куреня «Месники» Української Повстанської Армії. Закінчив 6 класів початкової школи. Рільник. 1941—1944 рр. за завданням ОУН служив в українській поліції. З весни 1944 року — в лавах УПА. Загинув у бою в лісі біля с. Вербиця Томашівського повіту під час облави, влаштованої ВП. Похований у с. Корні Томашівського повіту, тепер Польща[4].
- Пушкар Василь «Дуб» 1913 р.н. — уродженець села, мельник, член ОУН, освіта — 5 класів. Впав в бою з большевиками 22 лютого 1950 року біля с. Замочок (Джерело http://avr.org.ua/index.php/viewDoc/6328/ [Архівовано 15 березня 2018 у Wayback Machine.])

## Карти
1. Річки на карті фон Міга 1779 р.
2. Річки на австрійській військовій карті  1861-1864 рр